# Frail Words Collapse
Frail Words Collapse 
es el segundo álbum de estudio de banda estadounidense de metalcore As I Lay Dying. El álbum es su primer lanzamiento en el sello Metal Blade Records. Sólo dos de los cinco actuales miembros de la banda (vocalista Tim Lambesis y el baterista Jordan Mancino) aparecieron en el álbum. Dos de las canciones de la firma de la banda, "94 Hours" y "Forever", aparecen en el álbum.
Los vídeos musicales se han producido para las canciones "94 Hours" y "Forever". El álbum ha vendido 250.000 copias hasta la fecha, de acuerdo con Nielsen Soundscan.
"Behind Me Lies Another Fallen Soldier" También apareció en su álbum debut Beneath the Encasing of Ashes.

## Lista de temas
1. "94 Hours" – 3:11
2. "Falling Upon Deaf Ears" – 2:31
3. "Forever" – 4:43
4. "Collision" – 3:11
5. "Distance Is Darkness" – 2:39
6. "Behind Me Lies Another Fallen Soldier" – 3:03
7. "Undefined" – 2:17
8. "A Thousand Steps" – 1:46
9. "The Beginning" – 3:29
10. "Song 10" – 4:16
11. "The Pain of Separation" – 2:57
12. "Elegy" – 4:47

## Gráficos
Álbum - Billboard (Norteamérica)
| Año  | Tabla                  | Posición |
| ---- | ---------------------- | -------- |
| 2004 | Top Heatseekers        | 47       |
| 2004 | Top Independent Albums | 30       |

## Personal
- Tim Lambesis - voz
- Evan White - guitarras
- Jasun Krebs - guitarras
- Aaron Kennedy - Bajo
- Jordan Mancino - Batería

- Steve Russell - ingeniero, mixing
- Brad Vance - mastering
- Tim Lambesis - voz, producción
- Evan White - guitarra, producción
- Brandon OConnell - preproducción

- Datos: Q1922176